# سیرامانا دمبله
سیرامانا دمبله (انگلیسی: Siramana Dembélé؛ زادهٔ ۲۷ ژانویهٔ ۱۹۷۷) بازیکن فوتبال اهل فرانسه است.
از باشگاه‌هایی که در آن بازی کرده‌است می‌توان به باشگاه فوتبال کن، باشگاه فوتبال نیم المپیک، باشگاه فوتبال ویتوریا ستوبال، باشگاه فوتبال استاندارد لیژ، و باشگاه فوتبال مکابی پتخ تیکوا اشاره کرد. سیرامانا دمبله عموی عثمان دمبله است